# Исилл
Исилл (др.-греч. Ἴσυλλος) — спартанский поэт конца III или конца II века до н. э.
Имя Исилла было открыто в процессе раскопок на месте храма Асклепия в Эпидавре.
Там нашли стихотворную надпись (IG IV²,1 128) из 72 строк, вырезанную на камне (хореический тетраметр, гекзаметр, ионики), на дорийском диалекте. Текст предваряется прозаическим предисловием, которое сообщает, что автором является Исилл, житель Эпидавра, и что стихотворение посвящено Асклепию и Аполлону Малейскому.
В надписи выражается общее одобрение аристократической форме правления. Там же содержится пеан — победная или хвалебная песнь Аполлону (для использования в ритуалах), в котором в основном идет речь о генеалогической связи между Аполлоном и Асклепием. Поэт благодарит Асклепия за содействие Спарте против «Филиппа», когда тот направил против Спарты армию, чтобы уничтожить монархию. Предложение в помощи было сделано самим богом молодому поэту, который зашел в святилище Асклепия помолиться об исцелении его болезни, и передал новости спартанцам. Упоминаемый здесь Филипп может быть Филиппом II Македонским, вторгшимся на Пелопоннес после битвы при Херонее в 338 году до н. э., или Филиппом III, предпринявшим подобный поход в 218 году до н. э.
У. фон Виламовиц-Мёллендорф, низко оценивший поэтические достоинства текста, издал эту надпись с комментарием в 1886 году.